# 62e armée
La 62e armée était une unité de l'armée rouge durant la Grande Guerre patriotique.

## Historique
Créée le 10 juillet 1942 à partir de la 7e armée de réserve, elle fait partie du front de Stalingrad chargé d'empêcher la VIe armée allemande d'atteindre Stalingrad. D'abord commandée par Kolpaktchi puis Lopatine, elle supporte le gros de l'offensive allemande et elle est battue pendant l'été avant de se trouver enfermée dans Stalingrad au début du mois de septembre. Elle s'illustra dans la défense de la ville sous le commandement de Vassili Tchouïkov et sera promue au titre de 8e armée de la Garde le 16 avril 1943.

## Ordre de bataille

### Bataille de la boucle du Don
- 33e division de fusiliers de la Garde (colonel F.A. Afanassiev puis colonel A. Outvenko à partir du 16 août 1942) retirée de l'ordre de bataille le 21 septembre.
- 147e division de fusiliers (major général Voltchine) retirée de l'ordre de bataille le 30 août.
- 181e division de fusiliers (major général Novikov) retirée de l'ordre de bataille le 15 août.
- 184e division de fusiliers (colonel Samouil Koïda) retirée de l'ordre de bataille le 15 septembre.
- 192e division de fusiliers (colonel Zakhartchenko, puis lieutenant colonel Talantchev puis colonel Jouravlev) retirée de l'ordre de bataille le 25 août.
- 196e division de fusiliers (lieutenant-colonel Averine puis colonel Ivanov) retirée de l'ordre de bataille le 28 août.

- 98e division de fusiliers (général Barinov)[1]

- 13e corps de chars[2]
  - 644e Bataillon de chars indépendant
  - 645e Bataillon de chars indépendant
  - 648e Bataillon de chars indépendant
  - 649e Bataillon de chars indépendant
  - 650e Bataillon de chars indépendant
  - 651e Bataillon de chars indépendant

- 40e brigade de chars
- 121e brigade de chars

- 10 régiments d'artillerie & 1 régiment de katiouchas
  - 508e régiment d'artillerie légère
  - 555e régiment d'artillerie légère
  - 614e régiment d'artillerie légère
  - 652e régiment d'artillerie légère
  - 881e régiment d'artillerie
  - 1103e régiment d'artillerie
  - 1105e régiment d'artillerie
  - 1158e régiment d'artillerie
  - 1183e régiment d'artillerie
  - 1185e régiment d'artillerie
  - 1186e régiment d'artillerie

- 4 régiments de l’école des cadets
  - 84e régiment d'infanterie de la Garde
  - 88e régiment d'infanterie de la Garde
  - 783e régiment d'infanterie
  - 804e régiment d'infanterie

### Défense de Stalingrad

#### Ordre de bataille le12 septembre 1942
Ordre de bataille le 12 septembre 1942.
- 10e division du NKVD (en) (colonel A.A. Saraiev) [4].
- 35e division de la Garde (major général V.A. Glazkov puis colonel V.P. Doubianski à partir du  8 septembre 1942[5]).
- 87e division (colonel A.I. Kazartsev)[6].
- 112e division 'Sologoub' (I.E. Ermolkine puis Filomenko à partir du 16 novembre 1942)[7].
- 131e division (colonel M.A. Pessotchine).
- 196e division (colonel V.P. Ivanov).
- 244e division (ru) (colonel G.A. Afanasiev).
- 399e division (colonel N.G. Travnikov puis colonel A.I. Sourtchenko à partir du 1er octobre 1942).
- 10e brigade ou 160e brigade (colonel I.D. Driakov)[8][pas clair].
- 42e brigade (M.S Batrakov).
- 115e brigade (colonel K.M. Andriusenko.
- 124e brigade (colonel S.F. Gorokhov).
- 149e brigade (Lieutenant-colonel V.A. Bolvinov (tué au combat le 2 octobre 1942), puis Major I.D. Doermev).
- 2e brigade de fusiliers motorisés.
- 38e brigade motorisée (colonel I.D. Bourmakov).
- 6e brigade de chars (colonel S.A. Khopko) réorganisée en 19e régiment blindé de la garde et 73e régiment blindé le 12 octobre 1942.
- 133e brigade de chars.
- 23e corps de chars (major général A.F. Popov puis colonel V.V. Kotchelev à partir du 16 octobre 1942).
  - 6e brigade de chars de la Garde (colonel M.K. Skouba[9] ou colonel Kritchman).
  - 189e brigade de chars (lieutenant colonel F.I. Bystrik) réorganisée en 189e régiment de chars à partir du 26 octobre.
  - 27e brigade de chars (major P.G. Popov puis P.F. Louchikov à partir du septembre) réorganisée en 18e régiment de chars à partir du 26 octobre.
  - 9e brigade de fusiliers motorisée.

- 2e corps de chars, major général A.G. Kravtchenko puis colonel V.V. Kochelev à partir du 16 octobre (ramené sans ses chars sur la rive orientale de la Volga, dont il assure la défense à partir du 11 septembre)[10]
  - 99e brigade de chars (Lieutenant colonel P.S.Jitnev) puis major M.I.Gorodetski à partir du 14 septembre).
  - 135e brigade de chars.
  - 137e brigade de chars.
  - 155e brigade de chars.
  - 169e brigade de chars (colonel A.P. Kodenets).
  - 254e brigade de chars (ru).

En reformation
- 33e division de la Garde (colonel A.I. Outvenko)
- 229e division (colonel F. Sajine)
- 129e brigade.

#### Renforts
Pour tenir face à la VIe armée allemande, la 62e armée est régulièrement renforcée par des passages de troupes de nuit à travers la Volga (la date donnée correspond au matin de l'arrivée).
Les pertes subies dans Stalingrad sont énormes ; ces unités ne compteront pas plus de quelques centaines de survivants à la fin de la bataille.
- 13e division de la garde (général Rodimtsev) à partir du 15 septembre 1942 [11]
- 92e brigade de fusiliers marins (Colonel P.I. Tarasov, puis V.I. Samodai et à sa reformation M. Chtrigol après le 10 novembre[12]) à partir du 17 septembre 1942
- 137e brigade blindée (Lieutenant colonel K.S. Udovitchenko) à partir du 17 septembre 1942
- 95e division (colonel V.A. Gorichni) à partir du 20 septembre 1942[13]
- 284e division (lieutenant-colonel N.F. Batiouk) à partir du 23 septembre 1942[14]
- 193e division (ru) (major-général F.N. Smekhotvorov[12]) à partir du 28 septembre 1942[15]
- 39e division de la garde (major-général S.S. Gouriev) à partir du 30 septembre 1942[16]
- 92e brigade de fusiliers marins 'reconstituée'[12] subordonnée au 23e corps de char[17] ou 92e brigade blindée[18] à partir du 30 septembre 1942
- 42e brigade d'infanterie 'reconstituée' (M.S Batrakov) à partir du 30 septembre 1942[12]
- 308e division (colonel L.N. Gurtiev) à partir du 1er octobre 1942[16]
- 37e division de la garde (major-général V.G. Joloudev) à partir du 3 octobre 1942[19]
- 115e brigade renforcée (colonel K.M. Andrioussenko) à partir du 4 octobre 1942
- 84e brigade blindée (D.N. Biélov) à partir du 4 octobre 1942
- 524e régiment 'reconstitué' de la 112{e} division à partir du 15 octobre 1942[12]
- 138e division (colonel I.I. Lioudnikov) à partir du 15 octobre 1942
- 45e division (lieutenant-colonel V.P. Sokolov (en)) arrivée du 26 au 30 octobre 1942
- 92e brigade d'infanterie le 1er novembre 1942

- Soldats de la 62e armée en action à Stalingrad

Soldats de la en action à Stalingrad
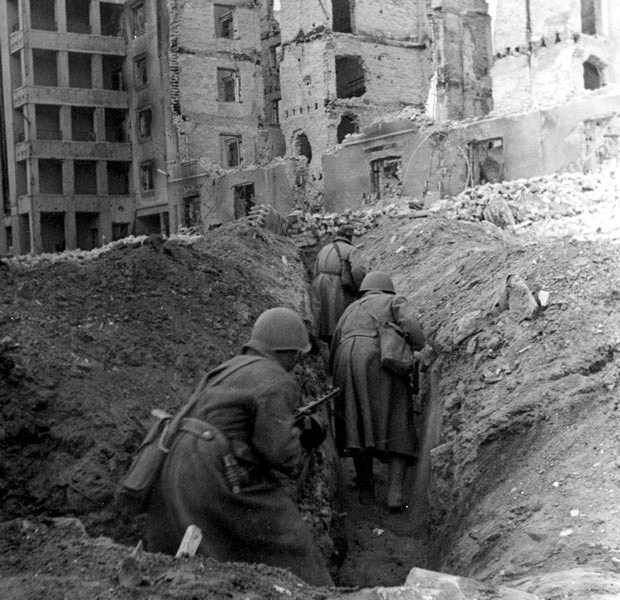
Décembre 1942, dans une tranchée au milieu des ruines.
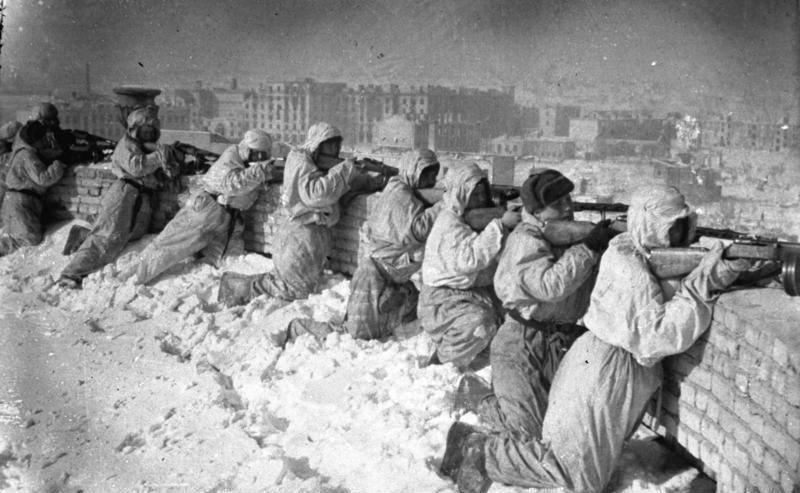
Janvier 1943, ouvrant le feu sur l'ennemi à partir du toit d'un immeuble.
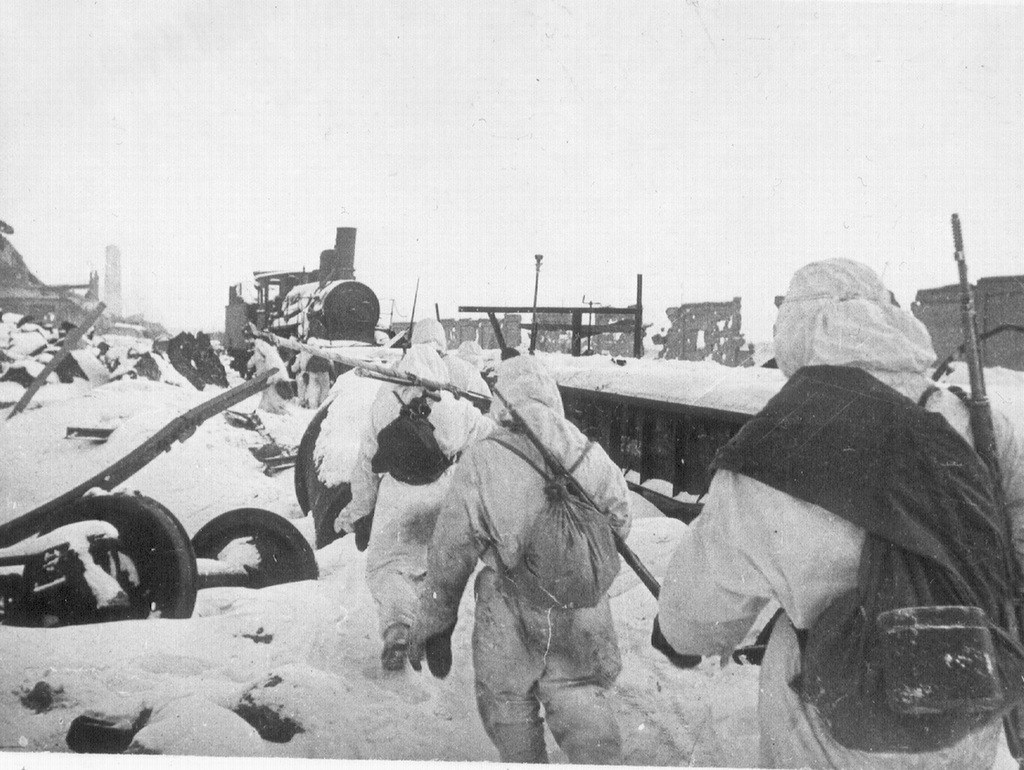
Janvier 1943, en mission de reconnaissance vers l'usine « Octobre rouge », le long d'une voie ferrée.
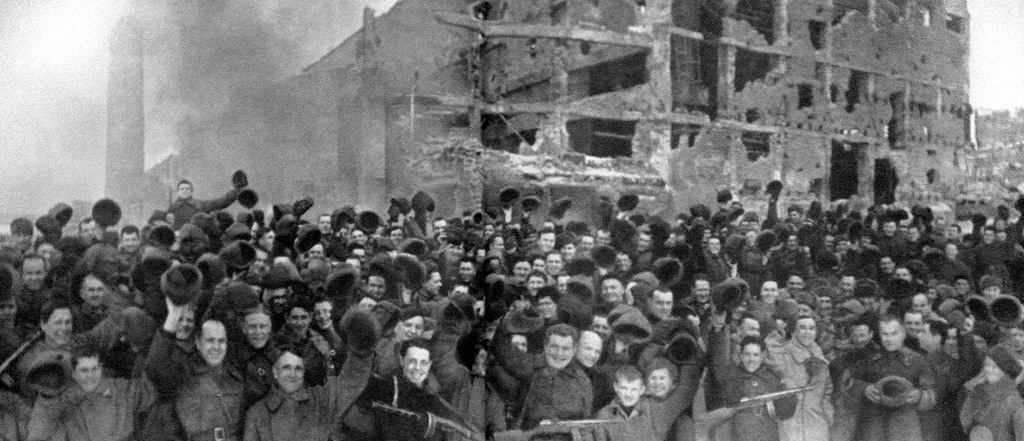
Février 1943, après avoir libéré l'usine « Barrikady ».